# Талхајм (Ерцгебирге)
Талхајм (њем. Thalheim/Erzgeb.) град је у њемачкој савезној држави Саксонија. Једно је од 69 општинских средишта округа Ерцгебирге. Према процјени из 2010. у граду је живјело 7.081 становника. Посједује регионалну шифру (AGS) 14521620.

## Географски и демографски подаци
Талхајм се налази у савезној држави Саксонија у округу Ерцгебирге. Град се налази на надморској висини од 450 метара. Површина општине износи 10,8 km². У самом граду је, према процјени из 2010. године, живјело 7.081 становника. Просјечна густина становништва износи 656 становника/km².